# Fungistático
Fungistático (del latín fungus, y del griego stasis, acción de detenerse; también llamados fungostáticos) es el nombre que reciben los agentes capaces de suspender el crecimiento y el desarrollo de los hongos, o la germinación de sus esporas. A diferencia de los fungicidas, los fungistáticos no matan necesariamente a los hongos, pero sí los paralizan y los detienen. En botánica y agronomía, el término utilizado es micetostático o micostático. Ejemplos de agentes fungostáticos de bajo coste son las disoluciones de ácido benzoico y las disoluciones de cloruro de metilrosanilina (también conocida como violeta de genciana).

## Efectos
Los efectos fungistáticos de una sustancia se pueden comprobar mediante:

— la constatación del crecimiento de los hongos en un tubo de cultivo con una cierta concentración de la sustancia química, 

— la medición del diámetro de difusión de las colonias fúngicas cultivadas en placas de Petri, 

— la comprobación de cambios de color en la técnica colorimétrica del Alamar Azul, 

— o por una disminución previamente establecida de la turbidez en un caldo de cultivo.

Estas mediciones pueden servir para establecer la concentración inhibitoria mínima (MIC, por sus siglas en inglés) de la sustancia, es decir, la dosis mínima a partir de la cual tendrá una acción fungostática.

## Medicamentos fungistáticos
El Fluconazol es un medicamento antifúngico fungistático que puede ser administrado de manera oral o intravenosa. Es utilizado para tratar varias infecciones fúngicas, especialmente las infecciones causadas por Candida de la vagina, boca, garganta y torrente sanguíneo. También se utiliza para prevenir infecciones en pacientes cuyo sistema inmunitario se encuentra debilitado, incluyendo aquellos con neutropenia causada por un tratamiento de quimioterapia, en pacientes que han recibido un trasplante, y en bebés prematuros. Su mecanismo de acción consiste en alterar la síntesis de la membrana celular del hongo.
El Itraconazol (R51211), descubierto en 1984, es un triazol antifúngico fungistático que suele ser prescrito a pacientes con infecciones fúngicas. La medicina puede ser administrada de forma oral o intravenosa. El Itraconazol tiene un espectro de acción más amplio que el fluconazol, pero no tan amplio como los del voriconazol o el posaconazol. Concretamente, es efectivo contra Aspergillus, mientras que el fluconazol no lo es. El mecanismo de acción del itraconazol es similar al de otros azoles antifúngicos: inhibir la síntesis fúngica del ergosterol.

## Conservadores alimentarios fungistáticos
El benzoato de sodio y el sorbato de potasio son dos sustancias antifúngicas de uso común para la conservación de alimentos y bebidas.